# Juzjnorusskaja ovtjarka
För andra betydelser, se Ovtjarka.
Juzjnorusskaja ovtjarka (sydrysk ovcharka (SRO), youzhak och sydrysk herdehund) är en hundras från Ryssland. Ursprungsområdet är Krim vid Svarta havet där de användes för att driva merinofår som importerades från Spanien. Under 1800-talet var de vanliga över hela Ryssland.

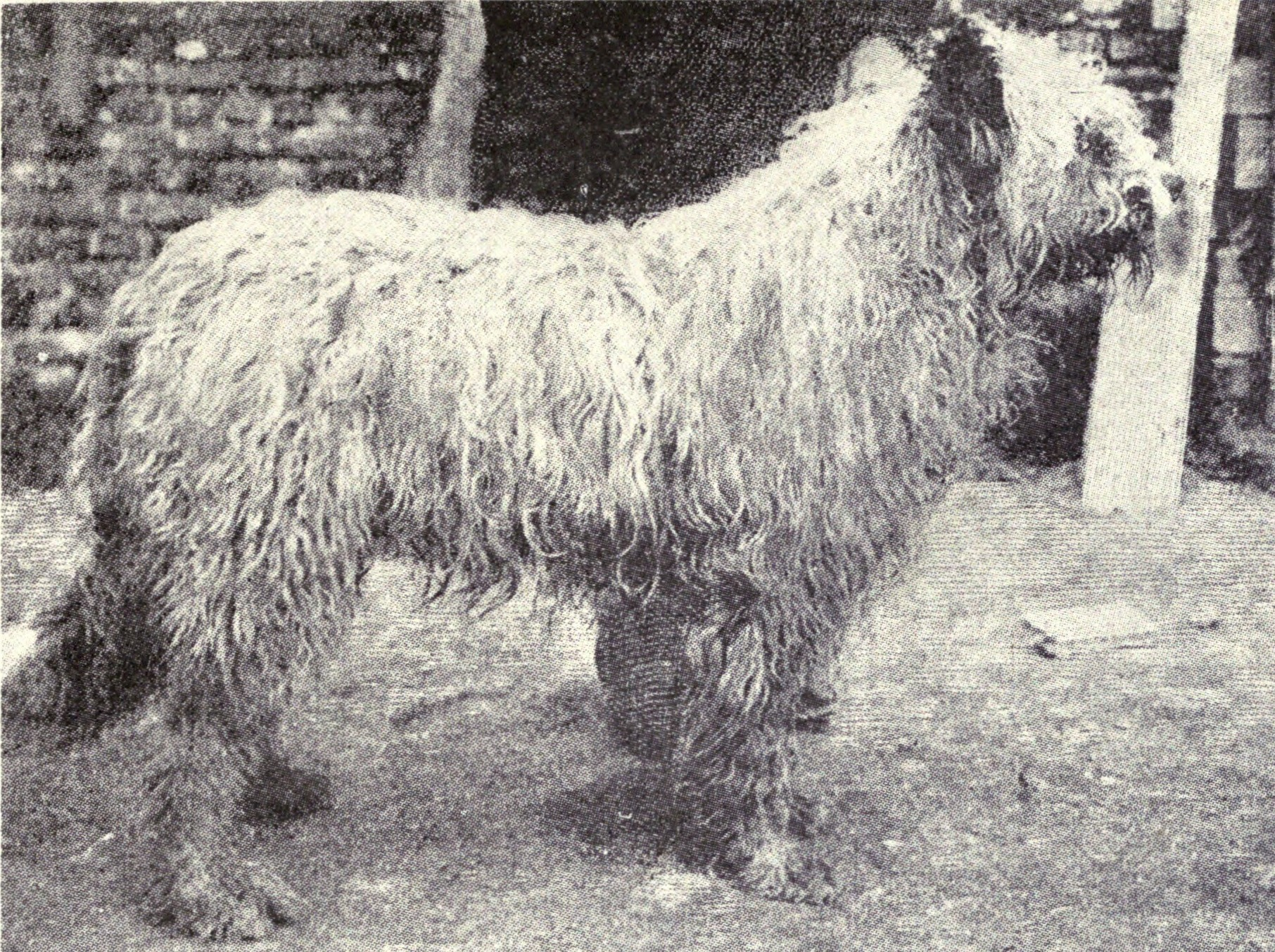
En ovtjarka eller rysk fårhund från W.E. Masons "Dogs of all Nations" 1915.

## Historia
De har mycket gemensamt med andra stora vita herdehundar som finns i olika varianter runt om i Europa, till exempel den ungerska komondoren. Men i sin bakgrund anses de ha såväl borzoi som tibetansk mastiff.
I samband med industrialiseringen minskade behovet av herdehundar och efter ryska revolutionen föll de i glömska. Mot slutet av 1930-talet började Röda armén använda dem som bevakningshundar. Efter andra världskriget fanns endast dussintalet hundar kvar och ett restaureringsarbete vidtog, bl.a. med hjälp av komondor.

## Egenskaper
Juzjnorusskaja ovtjarka användes traditionellt både som vallande herdehundar och som boskapsvaktare för att skydda mot vargar och tjuvar. Det är en självständig, intelligent och modig hund med framträdande vaktinstinkt. Den är reserverad mot främlingar och kan vara skarp.

## Utseende
Trots storleken har de inte så tydliga molosserdrag som andra ryska ovtjarkor, utan är mer lika mindre fårhundar som till exempel polski owczarek nizinny.